# Gödöllő vasútállomás
Gödöllő vasútállomás egy Pest vármegyei vasútállomás, Gödöllő városában, a MÁV üzemeltetésében. A város központjában helyezkedik el, közvetlenül a H8-as HÉV gödöllői végállomása és a Magyar Agrár- és Élettudományi Egyetem (korábbi, évtizedeken át viselt nevén Gödöllői Agrártudományi Egyetem) kampusza között. Közúti elérését a 3104-es út teszi lehetővé; helyközi és helyi buszjáratok egyaránt érintik.

## Története

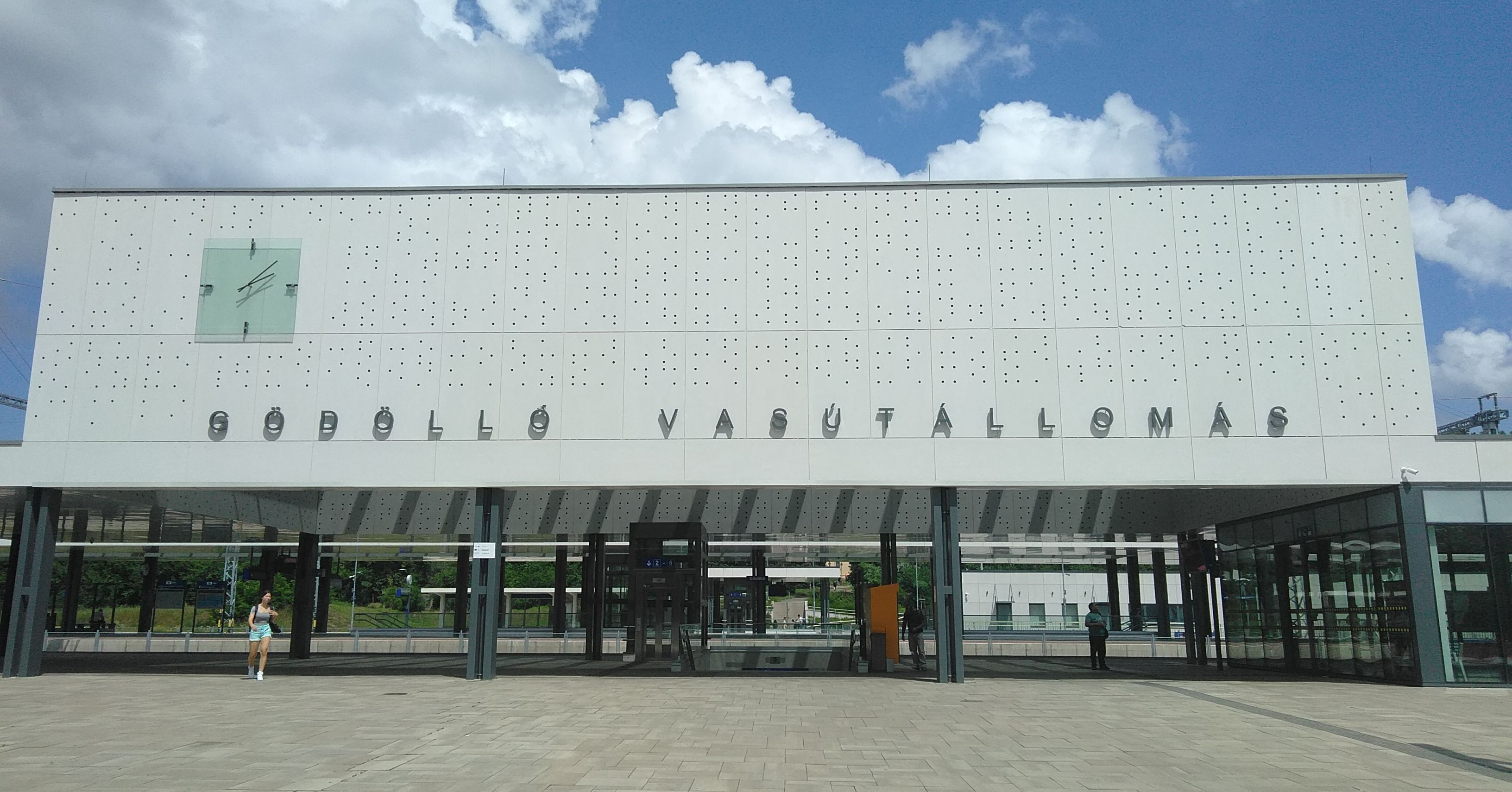
A 2022-ben átadott új utasforgalmi épület

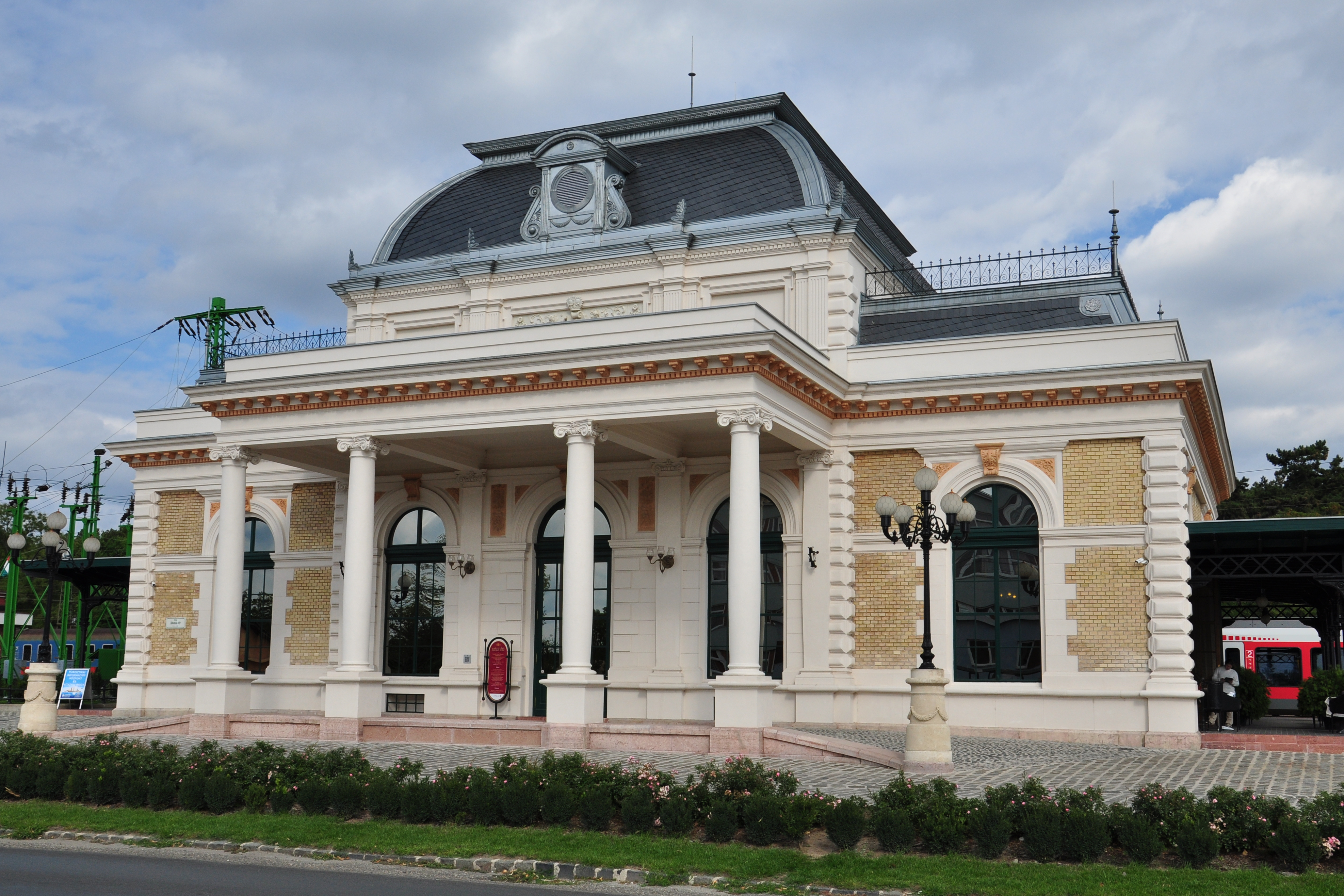
A Királyi Váró

A műemlék Királyi Váró 1882-ben épült és 2011-ben kapott felújítást. A jegypénztárat és a várótermet magában foglaló modern forgalmi épület pedig az állomás legutóbbi teljes rekonstrukciója idején, 2018–2020 között épült.

## Vasútvonalak
Az állomást az alábbi vasútvonalak érintik:
- Budapest–Sátoraljaújhely-vasútvonal

## Kapcsolódó állomások
A vasútállomáshoz az alábbi állomások vannak a legközelebb:
- Gödöllő-Állami telepek megállóhely (Budapest–Sátoraljaújhely-vasútvonal)
- Máriabesnyő megállóhely (Budapest–Sátoraljaújhely-vasútvonal)

## Megközelítés tömegközlekedéssel
- Hév:
- Helyi és elővárosi busz:  440, 441, 442, 444, 446, 447, 448, 465, 466, 470, 472, 473

## Forgalom
| Járat                   | Útvonal | Gyakoriság                        |
| ----------------------- | --- | --------------------------------- |
| S80                     | Budapest-Keleti – Kőbánya felső – Rákos – Akadémiaújtelep – Rákosliget – Rákoscsaba-Újtelep – Rákoscsaba – Pécel – Isaszeg – Gödöllő-Állami telepek – Gödöllő (– Máriabesnyő – Bag – Aszód – Hévízgyörk – Galgahévíz – Tura – Hatvan – napi 1 tovább Füzesabony felé) | Félóránként                       |
| S80                     | Hatvan → Tura → Galgahévíz → Hévízgyörk → Aszód → Bag → Máriabesnyő → Gödöllő | Munkanapokon 3 Gödöllő felé       |
| Agria InterRégió        | Budapest-Keleti – Gödöllő – Máriabesnyő – Bag – Aszód – Tura – Hatvan – Vámosgyörk – (Adács – Karácsond – Ludas – Nagyút –) Kál-Kápolna – Füzesabony – Maklár – (Andornaktálya →) Eger | Óránként                          |
| Mátra InterRégió        | Budapest-Keleti – Gödöllő – Máriabesnyő – Bag – Aszód – Tura – Hatvan – Vámosgyörk – Gyöngyöshalász – Kitérőgyár – Gyöngyös | Óránként                          |
| személyvonat            | Budapest-Keleti – (Pécel → Isaszeg →) Gödöllő (← Máriabesnyő ← Bag) – Aszód – Tura – Hatvan – Vámosgyörk – Adács (← Karácsond ← Ludas) – Nagyút – Kál-Kápolna – Füzesabony – Szihalom – Mezőkövesd – Mezőkövesd felső – Mezőkeresztes-Mezőnyárád – Csincse – Emőd – Nyékládháza – Miskolc-Tiszai                                                                                   | Napi 1 pár                        |
| személyvonat            | Gyöngyös → Gyöngyöshalász → Vámosgyörk → Hatvan → Tura → Aszód → Bag → Máriabesnyő → Gödöllő → Isaszeg → Pécel → Rákoscsaba → Rákoscsaba-Újtelep → Rákosliget → Akadémiaújtelep → Rákos → Kőbánya felső → Budapest-Keleti | Napi 1 Budapest felé              |
| Ezüstpart expresszvonat | Miskolc-Tiszai – Nyékládháza – Mezőkövesd – Füzesabony – Kál-Kápolna – Vámosgyörk – Hatvan – Aszód – Gödöllő – Budapest-Kelenföld – Székesfehérvár – Balatonaliga – Balatonvilágos – Szabadisóstó – Siófok – Balatonszéplak felső – Zamárdi – Szántód – Balatonföldvár – Balatonszárszó – Balatonszemes – Balatonlelle felső – Balatonlelle – Balatonboglár – Fonyódliget – Fonyód | Nyáron napi 1 pár                 |
| Tisza-tó sebesvonat     | Budapest-Keleti – Gödöllő – Hatvan – Füzesabony – Poroszló – Tiszafüred – Egyek – Hortobágyi Halastó – Hortobágy – Balmazújváros | Hétvégén 1 pár, nyáron napi 1 pár |